# SUNNOVA
SUNNOVA(サンノバ) は日本のミュージシャン、ライブ配信ディレクターである。国内外のレーベルからの楽曲リリース、TVCMの楽曲制作の他、近年は映像作家としてアパレルブランドなどの楽曲とPV制作を手掛ける。2018年からdownyのサポートメンバー、2020年から正式メンバーとして活動中。
本名は田中 裕也(Hiroya Tanaka)。

## 概要
東京を拠点にサウンドデザイナーとしてのソロワークとdowny(バンド)のメンバーとしての音楽活動、ライブ配信ディレクターの活動をメインに様々なプロジェクトに関わる。
上記の他にDJ、ファッションモデル、イベントプランナーなど多様な顔を持つ。

## 経歴
2010年から活動を開始しインターネット上に楽曲をハイペースでアップロードする事で海外を中心に注目を集める。
2011年にLOW HIGH WHO? PRODUCTIONのコンピレーションアルバム『D.I.Y.-Harvest and Autumn-』に"In The Rain feat. 呂布(ズットズレテルズ)"で参加。
同年Libra RecordsからリリースされたSATELLITEの1st Album『FULL SMOKE』に楽曲提供した事で日本国内でもその評価を高める。
以降MCへのトラック提供やバンドのリミックスワーク等を手掛けながら、SoundCloudではハイペースで楽曲を発表し、2012年9月に自身の1st Album『FLIP STONER』をリリース。インストゥルメンタルのビートを中心にAIR BOURYOKU CLUB、USOWA(SIMI LAB)、呂布(ex.ズットズレテルズ)といったMCと共演した楽曲が収録されている。
これまでに国内ではLOW HIGH WHO? PRODUCTION、術ノ穴、Libra Records、海外ではMad-Hop Records、Broken Bubbleなどのレーベルの作品に楽曲が収録されている。トラックメイキングではjinmenusagi、DAOKO、泉まくら等の作品に参加。リミックスを手掛けたアーティストはdowny、golf、ALTを始め多数のリミックスワークを手掛けている。
2018年にラッパー18scottとのジョイントアルバム4GIVE4GETをリリース。
ハードコアパンクファンである事を公言しており(自身も過去にハードコアのバンドでギターを弾いていた)、東京のハードコアパンクシーンとの繋がりも深い。
2018年よりdownyにサポートメンバーとして加入。青木裕が病気による体調不良でライブに出演できない場合に事前に録音された青木裕のギターを同期は使わずサンプラー(Ableton Live + Push)を使って再現する為にサポートメンバーとして加入。同年3月19日、青木裕が急性骨髄性白血病により48歳で死去後もサポートメンバーとしての活動は継続中。
2020年2月5日にdowny 正式メンバー加入が発表された。
2021年のRakuten Fashion Week TOKYO A/Wにてmillennium parade、Black Boboiのメンバーでありソロアーティストとしても活動しているErmhoiと共同で制作した楽曲を発表。

## ディスコグラフィー

### アルバム
| タイトル                 | レーベル                 | リリース |                                                           |
| ------------------------ | ------------------------ | -------- | --------------------------------------------------------- |
| Flip Stoner              | LOW HIGH WHO? PRODUCTION | 2012年   | https://itunes.apple.com/jp/album/flip-stoner/id557459100 |
| QUIETS                   | CRCL                     | 2014年   | https://crcljp.bandcamp.com/album/quiets                  |
| Vermilion Eyes [Mix†△P∈] | CRCL                     | 2014年   | https://crcljp.bandcamp.com/album/vermilion-eyes-mix-p    |
| Folder                   | CRCL                     | 2016年   | https://crcljp.bandcamp.com/album/folder                  |

### EP
| タイトル      | レーベル                 | リリース |                                                            |
| ------------- | ------------------------ | -------- | ---------------------------------------------------------- |
| D.e.a.l. E.P. | CRCL                     | 2012年   | https://crcljp.bandcamp.com/album/d-e-a-l-e-p              |
| Melt EP       | LOW HIGH WHO? PRODUCTION | 2012年   |                                                            |
| Late          | CRCL                     | 2017年   | https://itunes.apple.com/jp/album/late-single/id1231853224 |
| ARIKA666      | CRCL                     | 2018年   | https://open.spotify.com/album/2Lw1TEpfYCAyF9YeBEh5vv      |

### コラボレーション作
| アーティスト   | タイトル       | レーベル | リリース |                                                                  |                                                     |
| -------------- | -------------- | -------- | -------- | ---------------------------------------------------------------- | --------------------------------------------------- |
| SUNNOVA x lulu | vacances - EP  | CRCL     | 2015年   | https://crcljp.bandcamp.com/album/vacances-ep                    | シンガーソングライターluluとのコラボレーションEP    |
| NAPE_          | BLOW BACK E.P. | NAPE_    | 2016年   | https://itunes.apple.com/jp/album/blow-back-e.p.-ep/id1156642714 | アパレルブランドNAPE_の作品にRemixとPV制作で参加    |
| NAPE_          | Passin' Me By  | NAPE_    | 2018年   | https://open.spotify.com/album/27AunCXhqvn9wr65RLfI2O            | アパレルブランドNAPE_の作品に楽曲提供とPV制作で参加 |